# Campionati europei di atletica leggera indoor 2025 - Staffetta 4×400 metri mista
La gara della staffetta 4×400 metri mista ai campionati europei di atletica leggera indoor di Apeldoorn 2025 si è svolta il 6 marzo 2025 presso l'Omnisport Apeldoorn.

## Podio
| Pos.    | Nazione                                                                     |
| ------- | --------------------------------------------------------------------------- |
| Oro     | Paesi Bassi Nick Smidt, Eveline Saalberg, Tony van Diepen, Femke Bol        |
| Argento | Belgio Julien Watrin, Imke Vervaet, Christian Iguacel, Helena Ponette       |
| Bronzo  | Gran Bretagna Alastair Chalmers, Emily Newnham, Joshua Faulds, Lina Nielsen |

## Record
| Record                | Record        | Record  | Record | Record |
| --------------------- | ------------- | ------- | ------ | ------ |
| Record mondiale       |               | 3'12"44 | —      | —      |
| Record europeo        |               | 3'15"50 | —      | —      |
| Record dei campionati | Non stabilito | —       | —      | —      |

## Programma
| Data    | Ora   | Turno  |
| ------- | ----- | ------ |
| 6 marzo | 21:50 | Finale |

## Risultati

### Finale[1]
| Posizione | Corsia | Nazione       | Atlete                                                               | Tempo   | Note                                                             |
| --------- | ------ | ------------- | -------------------------------------------------------------------- | ------- | ---------------------------------------------------------------- |
| Oro       | 6      | Paesi Bassi   | Paesi Bassi Nick Smidt, Eveline Saalberg, Tony van Diepen, Femke Bol | 3'15"63 | Record dei campionati · Miglior prestazione personale stagionale |
| Argento   | 4      | Belgio        | Julien Watrin, Imke Vervaet, Christian Iguacel, Helena Ponette       | 3'16"19 |                                                                  |
| Bronzo    | 5      | Gran Bretagna | Alastair Chalmers, Emily Newnham, Joshua Faulds, Lina Nielsen        | 3'16"49 |                                                                  |
| 4         | 1      | Spagna        | Manuel Guijarro, Carmen Avilés, Bernat Erta, Daniela Fra             | 3'17"12 |                                                                  |
| 5         | 2      | Irlanda       | Conor Kelly, Phil Healy, Marcus Lawler, Sharlene Mawdsley            | 3'17"63 | Miglior prestazione personale stagionale                         |
| 6         | 3      | Rep. Ceca     | Michal Desenský, Marcela Pírková, Milan Ščibráni, Tereza Petržilková | 3'19"17 |                                                                  |